# Canacona
Canacona (konkánsky काणकोण) je obec (taluka) v jižní části státu Goa v západní části Indie. Zahrnuje několik sídel (Patnem, Chaudi, Poinguinim, Loliem-Polem, Agonda, and Gaumdongre). Sídlem obce je vesnice Chaudí, která je zároveň největší. Obec je často navštěvována turisty vzhledem k plážím na břehu Arabského moře (např. Palolem, Patnam, Rajbag nebo Agonda).
Canacona se nachází při pobřeží moře, z jihu ji vymezuje řeka Talpona, ze severu potom hory. Je nejjižnější obcí na území státu Goa. Rozkládá se 30 km jižně od města Margao, 60 km jižně od Panaji, 50 km severozápadně od Ankoly a 780 km jižně od Bombaje. Historický název obce zněl Kanvapura.
Dle indického sčítání lidu z roku 2011 zde žilo 12 434 obyvatel. Průměrná míra gramotnosti zde činí 89,31 %, což je značně výše než byl celoindický průměr (74,04 %). Číst a psát umí 93,09 % mužů a 85,47 % žen. Obyvatelstvo mluví většinou konkánským jazykem, menšina lidí potom maráthštinou.
V obci se nachází stejnojmenná železniční zastávka na trati Konkanské železnice, která byla zbudována v 90. letech 20. století. Po roce 2016 zde byla postavena i rychlostní silnice, která napojuje obec na větší sídla po mořském pobřeží.

## Historie
Canacona byla součástí řady středověkých království, než se oblasti zmocnili na počátku 16. století Portugalci. Pro portugalské námořnictvo měl strategický význam především ostrov Andžediva, který se nachází jižně po pobřeží směrem k obci Karwar.